# Brunei nos Jogos Olímpicos de Verão de 1988
O Brunei participou dos Jogos Olímpicos de Verão de 1988 em Seul, na Coreia do Sul. Não conquistou nenhuma medalha, nem de ouro, nem de prata e nem de bronze. Foi a primeira participação do país em Jogos Olímpicos de Verão. A delegação não enviou nenhum atleta, somente um oficial; sendo que os atletas do país disputaram pela primeira vez Jogos Olímpicos em 1996.